# 内田也哉子
内田也哉子（1976年2月11日—），日本歌手、隨筆作家和演員。

## 生平
出生在東京都，2005年與渡邊琢磨、鈴木正人共同組成音樂計畫「SighBoat」，內田擔任其中的歌手。

## 个人生活
她丈夫是本木雅弘，父親是内田裕也，母親是樹木希林，有二子一女，分別於1997年、1999年及2010年出生。

## 演出

### 電影
- 东京日和（1997年）
- 東京鐵塔：我的母親父親（2007年）

### CM
- 資生堂（1997年）

## 書籍

### 著作
- （1996年、朝日出版社、ISBN 4255960046）
- （2001年、リトルモア、ISBN 489815056X）
- 與志村季世惠合著（2002年、岩波書店、ISBN 4007000417）
- 《BROOCH》（2004年、ISBN 489815140X）

### 譯作
- ，Margaret Wise Brown著（2001年、ISBN 4577022885）
- ，Dudok de Wit著（2003年、ISBN 4774306533）

## 音樂
- Sigh boat（2005年、イーストワークスエンターテインメント）